# Nykøbing Falster
Nykøbing Falster – miasto w Danii położone nad Cieśninami Duńskimi, największe miasto na wyspie Falster.
W mieście znajduje się stacja kolejowa Nykøbing Falster.

## Historia
Powstało w XIII wieku w okresie rozwoju transportu morskiego.
W mieście istnieje dobrze rozwinięty przemysł spożywczy i metalowy. Nad miastem góruje zabytkowy zamek z XV wieku.
Jeden z głównych ośrodków duńskiej Polonii.

## Miasta partnerskie
- Lublin, Polska
- Harju, Estonia
- Iisalmi, Finlandia
- Lipawa, Łotwa
- Eutin, Niemcy